# 弗登 (新墨西哥州)
弗登（英語：Virden）是位於美國新墨西哥州伊達爾戈縣的村。

## 人口
根據2020年美國人口普查的數據，弗登的面積為0.55平方千米，皆為陸地。當地共有人口126人，而人口密度為每平方千米229人。